# Géographie du Soudan
 (juillet 2011).
Le Soudan est le troisième plus grand pays d'Afrique après l'Algérie et la République démocratique du Congo.
Il a des frontières communes avec
- l'Égypte au nord ;
- la Libye, le Tchad et la République Centrafricaine à l'ouest ;
- le Soudan du Sud au sud ;
- l'Éthiopie et l'Érythrée à l'est.

Le Soudan est bordé au nord-est par la mer Rouge sur 850 km environ.

## Géographie physique

### Topographie
La quasi-totalité du Soudan est constituée d'un vaste plateau dont l'altitude varie de 300 à 9 mètres. La chaîne montagneuse de l'Itbay se situe en bordure de la mer Rouge et à l'ouest dans la province du Darfour où l'altitude maximale est atteinte au Djebel Marra avec 3 042 mètres. 

### Hydrologie
Le Soudan est traversé par le Nil et ses deux affluents : le Nil blanc (Bahr al-Abiadh) qui fournit l'eau en période de sécheresse et le Nil bleu (Bahr al-Azraq) au débit plus irrégulier. La confluence des deux Nils se fait à Khartoum.
Les régions nord sont désertiques : le désert de Nubie, constitué de sable et de rochers, fait suite aux déserts égyptiens et libyens.

### Géologie
À l'est, près de la mer Rouge, le substrat rocheux s'élève pour former les montagnes de la mer Rouge. Le point culminant ici est le Jebel Oda, qui atteint 2 259 mètres d'altitude. Plus loin vers la mer Rouge se trouve une bande côtière basse, d'une largeur d'environ 30 à 50 kilomètres. Dans le sud du pays, un soulèvement suivi d'une érosion crée les monts Nouba, qui s'élèvent à environ 1 200 mètres. À l'ouest, à la frontière avec le Tchad, se trouve le massif volcanique Jebel Marrah, culminant à 3 088 mètres d'altitude. Le substrat rocheux de la grande zone désertique du nord est un plateau bas formé de grès nubien. Une grande partie du bassin est constituée d'argile et de sable du Quaternaire.

### Climat
Le Soudan est un pays situé dans la zone torride, et généralement d'altitude moyenne et constitue un des pays les plus chauds de la Terre. Le climat dominant est sec, même si l'extrême sud du pays est beaucoup plus humide. De façon générale, le régime thermique est partout homogène avec une très forte chaleur annuelle moyenne alors que le régime pluviométrique varie de façon plus importante. Cependant, sur l'ensemble du pays, le climat est très sec.
Le nord du pays, grossièrement au nord de Khartoum, possède un climat désertique, ultra chaud, éternellement ensoleillé car occupé par le Sahara. La température moyenne annuelle varie entre 27 °C à l'extrême nord, le long de la frontière soudano-égyptienne (Wadi Halfa) et plus de 31 °C plus au sud, à Atbara, par exemple. Les précipitations moyennes annuelles se situent entre 0 mm à l'extrême nord et 100 - 150 mm à Khartoum, notamment. La majeure partie du désert reçoit en moyenne moins de 50 mm par an. C'est une des régions les plus ensoleillées du monde à l'année : Dongola, Atbara, Abu Hamad etc font toutes partie de la liste des endroits du globe où le Soleil brille le plus souvent. Wadi Halfa est officiellement le point le plus ensoleillé de la planète avec une durée moyenne annuelle de l'insolation supérieure à 4.300 h, soit entre 97 et 98 % du temps. L'été est torride, très long et marqué par une évaporation très intense alors que l'hiver est inexistant. Dans le désert de Nubie, la température atteint ou dépasse presque tous les jours 44 - 46 °C de juin à septembre à l'ombre, et fait partie des zones les plus chaudes du monde. On compte jusqu'à sept mois dans l'année, où la moyenne des maximales quotidiens dépasse strictement 40 °C et le thermomètre dépasse parfois 50 °C dans cette étendue très aride. À Khartoum, les températures maximales absolues sont supérieures à 40 °C pour chaque mois de l'année.
Le sud du pays possède un climat semi-désertique, particulièrement chaud, et très ensoleillé car occupé par le Sahel. La température moyenne annuelle varie entre 27 °C et 30 °C. Les précipitations moyennes annuelles ne dépassent pas 400 - 450 mm, et sont limitées à la courte saison des pluies. L'été survient à la fin de la saison sèche, et la température dépasse facilement 40 °C en moyenne pendant les mois les plus chauds. Là aussi, il n'y a point d'hiver. Le ciel est immuablement clair pendant les mois de sécheresse absolue, mais devient plus nuageux pendant les mois pluvieux.